# 湖子內 (高雄市)
湖子內，原寫為湖仔內，是臺灣高雄市燕巢區的一個傳統地域名稱，位於該區中南部。相較於今日行政區，其範圍大致包括深水里西部不含其西北部及北部中偏東段、南燕里南部凸出部分的東南端、角宿里東部北側凸出部分。
本地區境內主要聚落為湖仔內、困牛湖。

## 歷史
台灣日治初期，湖子內地區為一街庄，稱為「湖仔內庄」（舊制街庄），隸屬於觀音上里。該庄昔日北與援巢中庄為鄰，東邊及南邊東段與深水庄為鄰，南邊中段為面前埔庄，南邊西段及西邊為角宿庄。
1901年（日治明治三十四年）11月11日，全台廢縣廳改設二十廳，該庄隸屬於鳳山廳。1904年（明治三十七年）5月3日，該庄編入「援巢中區」，隸屬於鳳山廳。1909年（明治四十二年）10月25日，全台合併二十廳為十二廳，援巢中區改隸屬於臺南廳。1920年（大正九年）10月1日，全台地方制度大改正，廢十二廳改設五州二廳，該庄改制並雅化為「湖子內」大字，隸屬於高雄州高雄郡燕巢庄（新制街庄）。1924年（大正十三年）12月25日，高雄郡廢郡，燕巢庄改隸屬於岡山郡。
戰後燕巢庄改制為燕巢鄉，隸屬於高雄縣，大字亦改制為村。1950年（民國39年）10月1日，高、屏分治，燕巢鄉仍隸屬於高雄縣。2010年（民國99年）12月25日，高雄縣、市合併為直轄高雄市，燕巢鄉改制為燕巢區，村亦改制為里。

## 聚落
本地區發展較早的聚落為湖仔內、困牛湖，在日治初期的官方地圖上已有記載。

## 交通
區道高44線是角宿至塔仔腳的道路，經過本地區的湖仔內聚落。